# ¡Asteroide!
¡Asteroide! (título original: Asteroid) es una miniserie estadounidense de 1997 de la NBC sobre un asteroide gigante en curso de colisión a la tierra y sobre las actividades del Gobierno de los Estados Unidos para evitar su colisión con la tierra, lo que sería una tremenda catástrofe. 
La miniserie es protagonizada por Michael Biehn y Annabella Sciorra y fue dirigida por Bradford May.

## Argumento
La Dra. Lily McKee, Directora del Observatorio Nacional de los Estados Unidos, descubre poco antes del 4 de julio que el cometa Fletcher, que gira alrededor de la Tierra cada 4000 años, ha sacado de su órbita a dos grandes asteroides, Helios y Eros, que debido a ello se están dirigiendo hacia la Tierra. Helios es de 400 m y Eros 4 km de largo. También descubre que, antes de ese acontecimiento, un pequeño asteroide también salió de su órbita y causó en Montana un incendio, que el director de FEMA Jack Wallach está combatiendo.
Lily le informa de lo que está pasando. Después de convencerlo contacta junto a ella al Gobierno para que la tomen en serio. Ellos siguen su recomendación de evacuar Kansas City antes de que Helios colisione allí. Poco después de la evacuación Helios colisiona con la Tierra, donde, al caer en la atmósfera, se rompe, ya que es de hielo. Una parte, sin embargo, llega a la superficie y destruye un dique cerca de Kansas City, Misuri, lo que causa una inundación, pero sin causar daños especiales.
En cuanto a Eros, que va a colisionar después de Helios con la Tierra, Lily recomienda su destrucción, porque es de níquel y porque causaría con su impacto destrucciones globales y una posterior edad glaciar a gran escala. La humanidad sobreviviría sólo con suerte una catástrofe así. Con la ayuda de láseres aéreos pertenecientes a un sistema de defensa antimisiles experimental, y con la ayuda  de la información de la doctora Lily McKee sobre la ubicación de Eros, el Gobierno puede reventar el asteroide, pero no destruirlo. Por ello, más tarde, miles de piezas de este asteroide se dirigen a la Tierra. 
La mayoría se desintegran en la atmósfera mientras que otra parte causa destrozos en mayor o menor grado en todo el mundo. La pieza más grande finalmente, junto con otras pequeñas, colisiona con la ciudad de Dallas en Texas, que es destruida. Decenas de miles de personas mueren y estalla el caos. A causa del acontecimiento, Lily McKee se va con Jack Wallach a Dallas para poder salvar a su familia, que está allí. Con su ayuda consigue salvarlos, aunque de forma muy apretada.
Lentamente se recupera el mundo de la catástrofe. Mediante el envío de ayuda de todo el país, bajo la guía de la  FEMA, la infraestructura de la ciudad en ruinas de Dallas y su entorno, poco a poco se estabiliza y los supervivientes pueden gracias a ello aglutinarse en una ciudad-campamento fuera de la ciudad. Mientras tanto, el cometa Fletcher pasa junto a la Tierra. Todos pueden verlo y, tomando en consideración los terribles acontecimientos acaecidos a causa del cometa, desarrollan el deseo de no querer verlo nunca más.

## Reparto
- Michael Biehn como Director de la FEMA Jack Wallach.
- Annabella Sciorra como la Dra. Lily McKee
- Zachary Charles como Elliot McKee.
- Don Franklin como Ben Dodd.
- Carlos Gómez como Adam Márquez.
- Michael Weatherly como el Dr. Matthew Rogers
- Jensen Daggett como la Dra. Valerie Brennan
- Anne-Marie Johnson como Karen Dodd.
- Frank McRae como Lloyd Morgan.
- Denis Arndt como el Presidente de los Estados Unidos.
- Anthony Zerbe como el Dr. Charles Napier
- Craig Stout como el General Symons.

## Producción

### Desarrollo
La miniserie empezó a crearse en 1994, cuando el líder de la NBC Lindy DeKoven vio noticias sobre meteoros que chocaban con Júpiter. inspirado por ello, él llamó rápidamente al productor John Davis, el cual desarrolló desde entonces la miniserie. En noviembre John Davis, con el apoyo de la NBC se aproximó a Bradfrod May para que hiciese la miniserie y él aceptó hacerla.

### Preproducción
Cuando empezó a hacerla, May decidió reclutar a actores que no fuesen famosos en el ámbito de la televisión para que el público se centrase sobre todo en el relato apocalíptico de la miniserie. Una vez impuesto este parámetro, May de inmediato pensó en Michael Biehn y a Annabella Siorra para que interpretasen los papeles principales de la minisere y ellos aceptaron.

### Filmación
Una vez preparado todo se rodó la miniserie en menos de 60 días y se rodó para ello en Denver y en Los Ángeles. Después del rodaje se utilizaron otros 60 días para hacer en la posproducción los efectos especiales de la miniserie, que fueron muy grandes y solo comparables con los efectos especiales de obras cinematográficas que necesitan muchos efectos al respecto. También es importante señalar, que hubo incluso 2000 personas participando en la filmación de la miniserie.

### Posproducción
Finalmente, una vez terminada, se gastó 2 millones de dólares para promocionarla. Luego se estrenó la miniserie en dos partes en la NBC, el 16 de febrero y el 17 de febrero de 1997 respectivamente.

## Recepción
La miniserie tuvo un gran éxito de audiencia. Fue la más exitosa de los últimos cuatro años desde entonces.
Hoy en día la película ha sido valorada en portales cinematográficos. En IMDb, por ejemplo, con aproximadamente 2200 votos registrados, el filme obtiene una media ponderada de 4,7 sobre 10. En cuanto a Rotten Tomatoes, los más de 5000 votos registrados le dieron allí una valoración media de 2,5 de 5. También cabe destacar, que en La Vanguardia el 58 % de los usuarios registrados en ese periódico le dan una valoración positiva al filme.

## Premios
- 1997: 1 Premio Emmy por los efectos especiales
- 1997: 2 Nominaciones
- 1998: 3 Nominaciones[10]